# 旺猜·蒙内
旺猜·蒙内（1992年5月28日 -  ）是一名泰国举重运动员，身高1.60米，曾获以232千克的成绩获广州亚运会男子56公斤级举重第九名。